# Chi Carinae
Désignations
Chi Carinae (χ Car / χ Carinae) est une étoile de la constellation de la Carène. Sa magnitude apparente est de 3,47. D'après la mesure de sa parallaxe annuelle par le satellite Hipparcos, elle est située à environ 450 années-lumière de la Terre. Elle s'éloigne du Système solaire à une vitesse radiale de +19 km/s.
χ Carinae est une sous-géante bleue-blanche de type spectral B3IV. Elle est classée dans le General Catalogue of Variable Stars comme une variable de type type Beta Cephei, avec une variation de luminosité de 0,015 magnitude sur une période de 2,42 heures. Cependant, son observation durant la mission d'Hipparcos n'a pas permis de mettre en évidence une quelconque variabilité photométrique, jusqu'à une limite de ±0,003 magnitude. Pour cette raison, l'étoile a été exclue des variables de type Beta Cephei dans une étude de 2005 cataloguant ce type d'étoiles.